# When You Finish Saving the World
When You Finish Saving the World ist eine Tragikomödie von Jesse Eisenberg, die im Januar 2022 beim Sundance Film Festival ihre Premiere feierte und im Januar 2023 in die US-Kinos kam.

## Handlung
Evelyn und ihr Sohn Ziggy sind beide auf der Suche nach Ersatz füreinander. Während sich Evelyn um die Erziehung eines Teenagers bemüht, der mit seiner Mutter in Evelyns Frauenhaus lebt, fühlt sich Ziggy zu einer jungen Frau an seiner Schule hingezogen.

## Produktion
Es handelt sich bei When You Finish Saving the World um das Regiedebüt des Schauspielers Jesse Eisenberg bei einem Spielfilm, der auch das Drehbuch schrieb. Im Oktober 2020 wurde bekannt, dass A24 sich die Rechte am Film sicherte.
Finn Wolfhard spielt im Film Ziggy und Julianne Moore seine Mutter Evelyn.
Als Kameramann fungierte Benjamin Loeb.
Die Filmmusik komponierte Emile Mosseri. Im Januar 2023 veröffentlichte A24 Music den Song Pieces of Gold. Dieser wird im Film von Wolfhard gesungen und ist auch auf dem Soundtrack-Album enthalten, das am 20. Januar 2023 veröffentlicht wurde.
Erste Vorstellungen des Films erfolgen ab dem 20. Januar 2022 beim Sundance Film Festival. Im Mai 2022 wurde der Film bei den Filmfestspielen in Cannes in der Semaine de la Critique gezeigt. Anfang September 2022 wurde er beim Festival des amerikanischen Films in Deauville vorgestellt. Am 20. Januar 2023 kam der Film in ausgewählte US-Kinos. Ende Juni 2023 wird er beim Filmfest München gezeigt.

## Rezeption

### Kritiken
Die bislang 80 auf Rotten Tomatoes gesammelten Kritiken fielen zu zwei Dritteln positiv aus. Bei Metacritic erhielt der Film einen Metascore von 61 von 100 möglichen Punkten.

### Auszeichnungen
Internationale Filmfestspiele von Cannes 2022
- Nominierung für die Caméra d’Or[12]